# Alijo
Alijo (llamada oficialmente San Martiño de Alixo) es una parroquia y un lugar español del municipio de El Barco de Valdeorras, en la provincia de Orense, Galicia.

## Toponimia
La parroquia también es conocida por los nombres de San Martín de Alijo y San Martín de Alixo.

## Organización territorial
La parroquia está formada por tres entidades de población:
- Alixo
- Rajoá (Raxoá)
- San Martiño

## Demografía

### Parroquia
| Gráfica de evolución demográfica de Alijo (parroquia) entre 2000 y 2024 |
|                                                                         |
| Datos según el nomenclátor publicado por el INE.                        |

### Lugar
| Gráfica de evolución demográfica de Alixo (lugar) entre 2000 y 2024 |
|                                                                     |
| Datos según el nomenclátor publicado por el INE.                    |